# SCM-Verlag
Der SCM Verlag ist ein 2007 von der Stiftung Christliche Medien gegründetes Medienunternehmen und Teil der SCM Verlagsgruppe. Die SCM Verlagsgruppe arbeitet auf der Basis christlicher Werte, agiert von den Standorten Holzgerlingen, Asslar und Witten aus und ist mit den Marken SCM R.Brockhaus, SCM Hänssler, Gerth Medien, adeo Verlag, der SCM Verlagsauslieferung und dem Zeitschriften- und Internet-Spezialisten SCM Bundes-Verlag sowie etwa 380 Mitarbeitenden die führende Verlagsgruppe im Bereich der evangelischen Publizistik. Darüber hinaus verfügt die SCM Verlagsgruppe über eigene Buchhandelsfilialen und erreicht eine große Zahl von Direktkunden über eigene Online-Portale und Shops.

## Geschichte

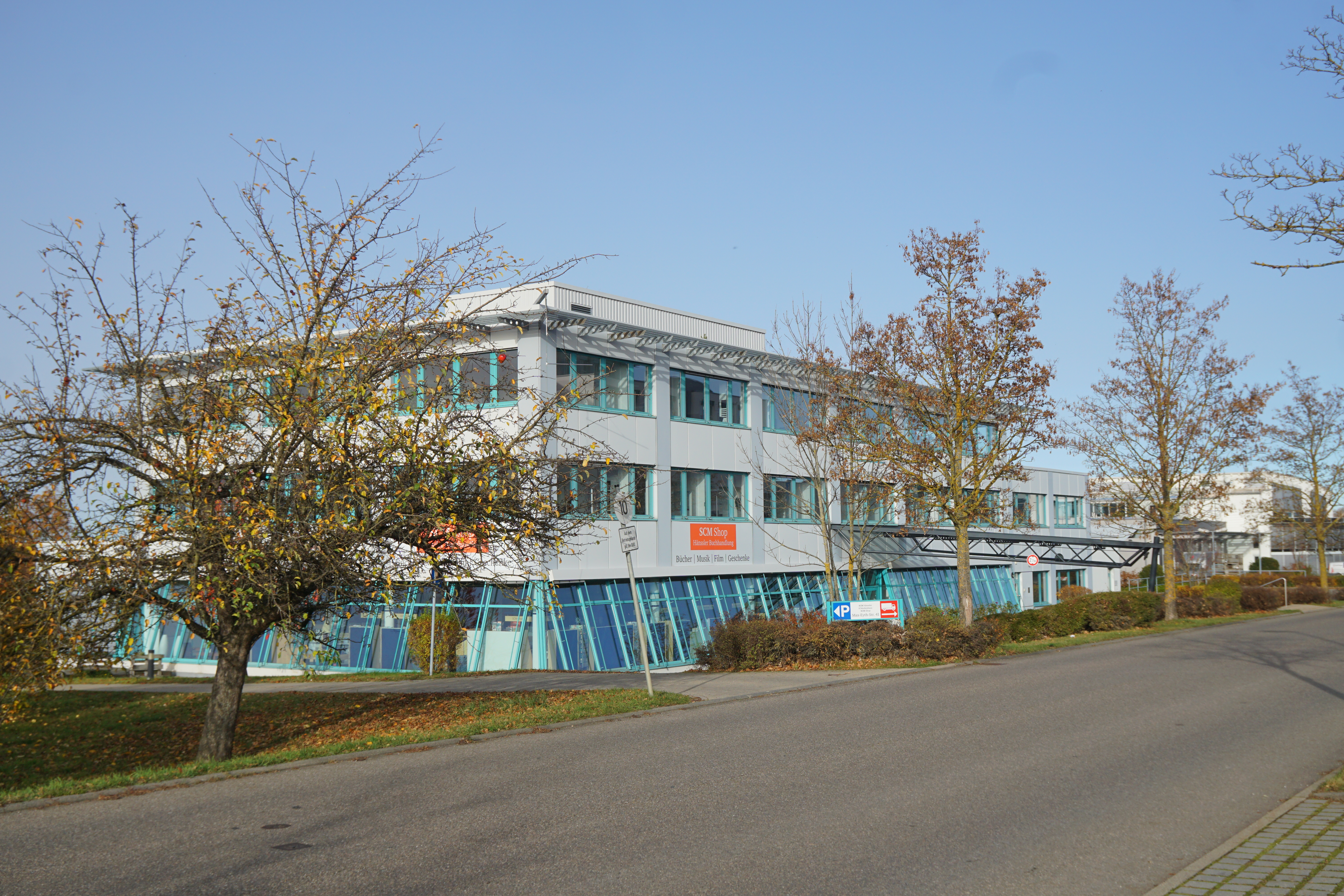
Firmensitz in Holzgerlingen

Der Verlag resultierte aus einer initial in der Stiftung Christliche Medien organisierten Verlagsgruppe von traditionsreichen Häusern des christlichen Publikationsmarktes. 2007 wurde dann der SCM-Verlag gegründet, in den die einzelnen Verlage Hänssler, R.Brockhaus, ERF-Verlag sowie Oncken-Verlag Wuppertal verschmolzen. Letzterer wurde zu SCM Collection umbenannt und fungierte bis 2015 als offizielles Geschenklabel des SCM-Verlags. 2015 wurde das SCM Collection Label aufgelöst und die Geschenkartikel in das allgemeine Programm des Verlages integriert. Alle anderen Verlagsnamen blieben aufgrund ihres hohen Wiedererkennungswertes als Markennamen des SCM-Verlags erhalten. Es folgte eine Spezialisierung des Angebots der einzelnen Verlagsmarken, indem auch ein Produktaustausch stattfand. So erscheint beispielsweise die Neues Leben Bibel, obwohl zuvor beim Hänssler-Verlag veröffentlicht, zukünftig im Label SCM R.Brockhaus, welches bereits die Elberfelder im Programm führte. Im Klassiklabel hänssler CLASSIC erscheinen des Weiteren international renommierte und ausgezeichnete Musikproduktionen wie die Gesamteinspielung des Kompositionswerkes von Johann Sebastian Bach der Internationalen Bachakademie Stuttgart unter der Leitung von Helmuth Rilling. Das Plattenlabel hänssler CLASSIC wurde am 1. September 2015 von der Firma Profil Medien GmbH in Neuhausen/Filder aus dem Besitz der SCM-Firmengruppe übernommen. Zentraler Firmensitz ist der langjährige Firmensitz in Holzgerlingen.
Im September 2010 übernahm der SCM Verlag den Johannis-Verlag als Edition Johannis in das Programm der SCM Collection, im Frühjahr 2011 die ebenfalls zur St.-Johannis-Druckerei gehörende SKV-Edition und im Juli 2016 die Verlage Gerth Medien und adeo von der Bertelsmann-Verlagsgruppe Random House.

## Programm
Im Bereich der christlichen Popmusik veröffentlicht der SCM-Verlag Alben von Albert Frey, Andreas Volz und Bethel Music und Notenbücher wie Feiert Jesus!. „Das Liederschatzprojekt“ widmete sich ab 2016 traditioneller Choräle. 36 alte Kirchenlieder wurden auf drei CDs neu eingespielt.
Im Buchbereich veröffentlicht der SCM-Verlag viele bekannte christliche Autoren wie Peter Strauch, Thomas Härry, Gordon MacDonald, Johannes Hartl, Stormie Omartian und viele weitere.
Im Kinderbuchbereich erscheint u. a. die erfolgreiche Schlunz-Serie von Harry Voß.